# پونته سن نیکولو
پونته سن نیکولو (به ایتالیایی: Ponte San Nicolò) یک کومونه در ایتالیا است که در استان پادووا واقع شده‌است.

## خصوصیات
پونته سن نیکولو ۱۳٫۵ کیلومترمربع مساحت و ۱۲٬۶۵۶ نفر جمعیت دارد.

## خواهرخوانده
شهرهای Crest و Gmina Dobra, Police County خواهرخوانده‌های پونته سن نیکولو هستند.